# Gaushorn
Gaushorn ist eine Gemeinde im Kreis Dithmarschen in Schleswig-Holstein. Gaushorn hat keine weiteren Ortsteile.

## Nachbargemeinden
Nachbargemeinden sind im Uhrzeigersinn im Nordwesten beginnend die Gemeinden Barkenholm, Tellingstedt (Exklave Rederstall), Welmbüttel, Schrum und Nordhastedt sowie die Stadt Heide (alle im Kreis Dithmarschen).

## Geschichte
Die Anfänge einer Ortschaft sind heute nur mit archäologischen Mitteln zu bestimmen. Dennoch haben die ersten schriftlichen Erwähnungen einen besonderen Stellenwert. Die Kirche in Tellingstedt ist als Unterkirche der Meldorfer Kirche zu sehen. In den Texten der Gründungszeit dieser Kirche wird Gaushorn nicht erwähnt.
Wie viele andere Gemeinden Dithmarschens ist auch Gaushorn in den Klageschriften von 1447 erwähnt (Urkundenbuch Michelsen S. 45/46). Hier kann aus der Aufstellung des Textes das Jahr 1402 genannt werden. Es lautet dort, „… als man schrieb vierzehnhundert in dem anderen Jahre, des Mittwochs nächst vor dem ehrenhaften Feste, geheißen das Fest Christi Leichnam, …“ woraus sich der 24. Mai 1402 ergibt.
Am 1. April 1934 wurde die Kirchspielslandgemeinde Tellingstedt aufgelöst. Alle ihre Dorfschaften, Dorfgemeinden und Bauerschaften wurden zu selbständigen Gemeinden/Landgemeinden, so auch Gaushorn.

## Politik

### Gemeindevertretung
Bei der Kommunalwahl am 14. Mai 2023 wurden insgesamt sieben Sitze vergeben. Diese fielen erneut alle an die Wählergemeinschaft Gaushorn. Die Wahlbeteiligung betrug 52,3 %.

## Landschaft
Im Norden des Gemeindegebietes liegt ein Teil des am 18. August 1988 gegründeten Landschaftsschutzgebietes „Welmbütteler Moor“. Im Süden des Gemeindegebietes befindet sich ein Teil des  am 24. Mai 1938 gegründeten Landschaftsschutzgebietes „Wald bei Schrum mit Hügelgräbern“ und 280 Meter nördlich der Wohnbebauung von Gaushorn liegt ein Teil des europäischen NATURA 2000-Schutzgebietes „FFH-Gebiet Wald bei Welmbüttel“ im Gemeindegebiet.

## Verkehr
Von 1905 bis 1937 hatte der Ort einen Bahnanschluss mit der Kreisbahn Norderdithmarschen.
Die Bundesstraße 203 zwischen Heide und Rendsburg führt direkt durch die Gemeinde.